# باکارپور
باکارپور (به لاتین: Bakharpur) یک منطقهٔ مسکونی در بنگلادش است که در ناحیه چاندپور واقع شده‌است.